# 设区的市
设区的市简称设区市，是现行中华人民共和国法律常用术语，指设有市辖区的建制市，包括绝大部分地级市但不包括直辖市。《中华人民共和国宪法》将直辖市以外的市分为“设区的市”与“不设区的市”。
目前中國只有4个地级市（即广东省中山市、东莞市，海南省儋州市和甘肃省嘉峪关市）下不设市辖区而直接划分为乡级行政区（乡、镇和街道）。
《中华人民共和国立法法》于2015年修改之後，设区的市均享有地方立法权，可制定地方性法规。

## 选举
设区的市的人大代表由下级县级行政区（市辖区、县、自治县、县级市）人民代表大会推选产生，而非由选民直接选举产生。